# جون بول جونز
جون بول جونز (بالإنجليزية: John Paul Jones) (ولد باسم جون بول؛ 6 يوليو 1747 - 18 يوليو 1792) كان أول قائد بحري أمريكي معروف في حرب الاستقلال الأمريكية. كون جونز العديد من الاصدقاء والأعداء بين النخب السياسية الأمريكية، واتهمه أعداؤه بالقرصنة، وأكسبته مغامراته في المياه البريطانية خلال الثورة سمعة هناك لا تزال قائمة إلى اليوم. يشار إليه أحيانا بلقب «أب البحرية الأمريكية» (وهو لقب يشاركه مع جون باري وجون آدامز ). خدم جونز لاحقا في البحرية الإمبراطورية الروسية وحصل على رتبة أميرال.

## بدايات حياته
ولد جون بول في 6 يوليو 1747، على عقار أربيغلاند، في أبرشية كيركبين وكيركودبرايت في اسكتلندا. كان أبوه جون بول بستانيا يعمل لدى روبرت كرايك وهو عضو برلمان؛ وأمه جين ماكداف كان ابنة أحد سكان المرتفعات. أصبح جون في عمر الثانية عشرة مرافق ربان كان يعمل تاجرا من وايتهافن يدعى يونغر. وفي عمر سبعة عشر عاما أصبح مرافقا ثانيا وفي السنة التالية كان مساعد قبطان في أحد سفن سيده. أعفي لاحقا من عقد عمله، وأصبح مساعد قبطان يتاجر في العبيد بين جامايكا وساحل غينيا. هجر جون بول هذ التجارة وباع حصته في السفينة وذهب لإنجلترا. وخلال هذه الرحلة، مات كل من القائد والمرافق بالحمى، وتولى جون بول قيادة السفينة وأوصلها بأمان إلى الميناء. منحه المالكون والطاقم نسبة العشر من الحمولة. قاد جون بول عدة رحلات تجارية إلى أمريكا؛ لكن تخلى عن القيادة فجأة لأسباب مجهولة ليعيش في أمريكا في فاقة ونسيان حتى عام 1775. وخلال هذه الفترة أضاف اسم جونز إلى اسمه، على ما يبدو تكريما لويلي جونز، وهو مزارع غني وقائد سياسي بارز في كارولينا الشمالية، والذي صادق جون بول في أيام فقره.

## سنوات حرب الاستقلال

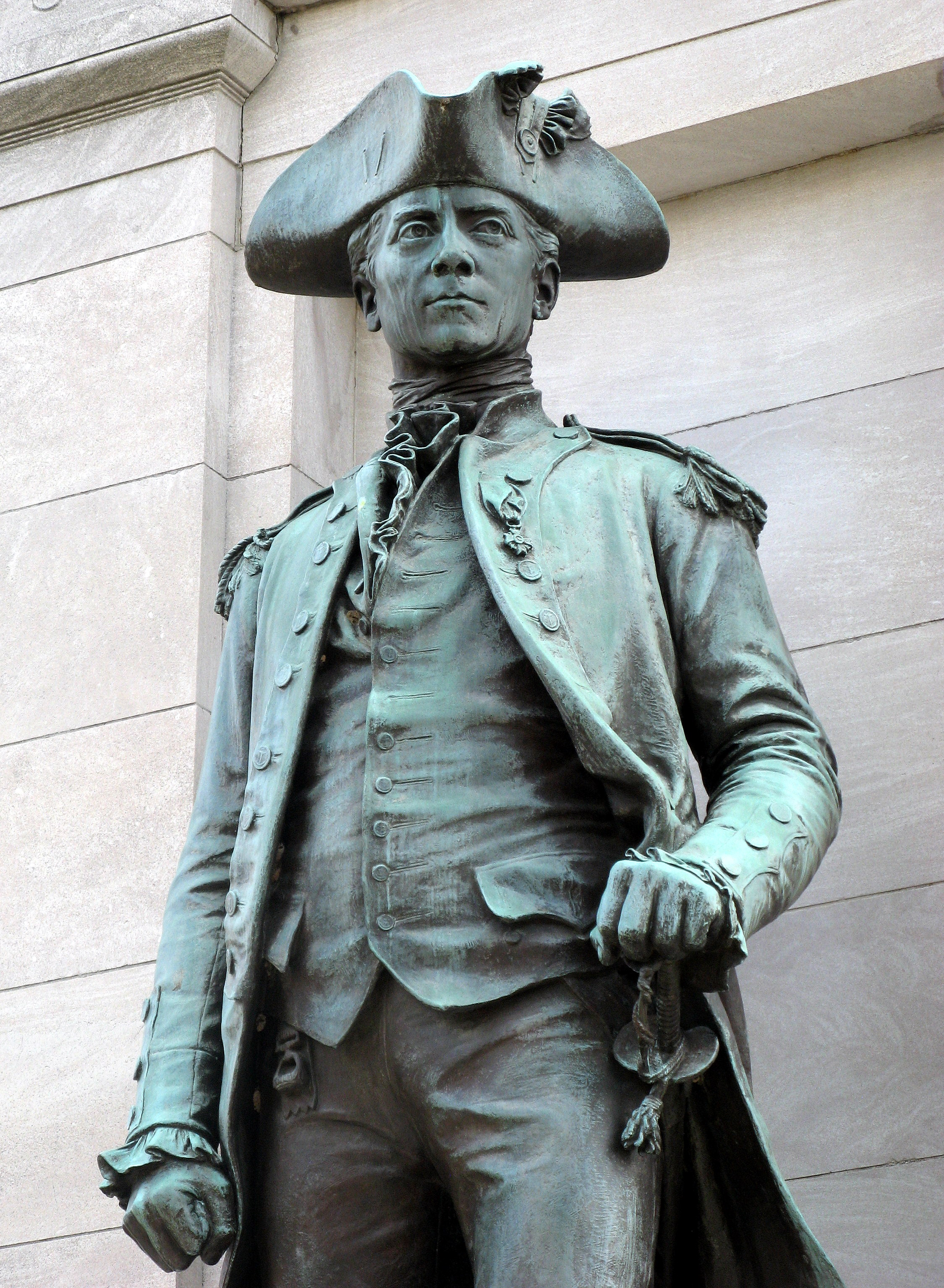
تمثال جونز في واشنطن العاصمة

عندما اندلعت الحرب بين إنجلترا ومستعمراتها الأمريكية، تم تكليف جون بول جونز كملازم أول من قبل الكونغرس القاري، في 22 ديسمبر 1775. وفي 1776 شارك في الهجوم الفاشل على جزيرة نيو بروفيدانس، وكقائد أول على سفينة «بروفيدانس» وبعد ذلك «ألفريد» انطلق بين برمودا ونوفا سكوتيا، وأوقع أضرارا كبيرة على سفن الشحن البريطانية والثروات السمكية. وفي 10 أكتوبر 1776 ترقى إلى رتبة نقيب. وفي 1 نوفمبر 1777 أبحر في السفينة الشراعية «رانجر» إلى فرنسا مع إرساليات للمفوضين الأمريكان، وطلب جونز منهم تجهيزه بفرقاطة سريعة لمضايقة سواحل إنجلترا ولكنه لم ينجح في تأمينها. أبحر جونز من برست في سفينة «رانجر» في 10 أبريل 1778. ثم فاجأ حاميات الحصنين اللذان يحميان ميناء وايتهافن بعد أيام قليلة، وهو الميناء الذي كان مألوفا له منذ صباه، ولكن أحبطت خططه وقام بمحاولة فاشلة ليضرم النار في شحنة السفينة، ليكون هذا الهجوم الأمريكي الوحيد على الجزر البريطانية.
بعد أربعة أيام صادف السفينة البريطانية «درايك»، والتي كانت أقوى من سفينته في القتال، ولكنه انتصر على السفينة البريطانية وأخذها إلى بريست بعد قتال استمر ساعة. بهذا العمل أصبح جونز بطلا عظيما في نظر الفرنسيين الذين بدؤوا لتوههم الحرب مع بريطانيا العظمى. وتم وضعه برتبة عميد بحري على رأس سرب من خمس سفن. أعاد جونز تجهيز سفينة تابعة لشركة الهند الشرقية، وأعطاها اسما آخر هو ريتشارد الطيب "Bonhomme Richard" كتكريم إلى بنجامين فرانكلين، الذي كانت مجلته «تقويم ريتشارد المسكين» مشهورة في فرنسا آن ذاك.
في 14 أغسطس، أبحرت السفن الخمس من لوريان ترافقها سفينتان مسلحتين فرنسيتين. تمرد عدد من القادة الفرنسيين تحت إمرة جونز، وهجرته السفن المسلحة وثلاثة من سفن الحرب بعد وقت قصير. ولكنه واصل أخذ الغنائم مع الآخرين، وخطط حتى لمهاجمة ميناء ليث، لكن الرياح عاندته. في مساء 23 سبتمبر واجه جونز سفينتين بريطانيتين هما «سيرابيس» و«كونتيسة سكاربورو»، قرب رأس فلامبورو في إنكلترا، وبقيت معه سفينتان هما «ريتشارد الطيب» و«بالاس» لتهاجم الإنجليز. قاتل جونز سفينة سيرابيس الأقوى، وبعد معركة مستميتة استمرت ثلاث ساعات ونصف أرغمت السفينة الإنجليزية على الاستسلام. أما «كونتيسة سكاربورو» ضربت في هذه الأثناء من قبل بالاس الأقوى. نقل جونز رجاله وتجهيزاته إلى «سيرابيس»، وفي اليوم التالي غرقت سفينة «ريتشارد الطيب».
وفي السنة التالية قضى جونز معظم وقته في باريس. أعطاه لويس السادس عشر سيفا بمقبض ذهبي ومرسوما ملكيا للاستحقاق العسكري وجعله نبيلا في فرنسا. وفي بدايات العام 1781 عاد جونز إلى أمريكا ليتولى قيادة جديدة. عرض عليه الكونغرس قيادة الفرقاطة «أمريكا»، لكن السفينة منحت بعد ذلك بقليل إلى فرنسا. في نوفمبر 1783 أرسل إلى باريس كوكيل لتحصيل الجوائز عن المطلوبين والذين تم أسرهم في المياه الأوروبية تحت قيادته. وفي بدايات عام 1787 عاد إلى أمريكا وتلقى ميدالية ذهبية من الكونغرس اعترافا بخدماته.

## الخدمة في روسيا
عرض جونز خدماته على كاترين الثانية ملكة روسيا في 1788، وكان عميدا بحريا في الحملة البحرية ضد الأتراك في خليج ليمان (وهو جزء من البحر الأسود وتتدفق فيه أنهار بوغ ودنييبير)، لكن الضباط الروس حاكوا الدسائس ضده وتم استدعاؤه في سانت بطرسبرغ عن مزاعم بأنه أراد أخذ القيادة في بحر الشمال. اضطر بعدها للبقاء دون عمل، بينما دبر الضباط المنافسون ضده المكائد وهاجموه خبيث. ترك جونز سانت بطرسبرغ في أغسطس 1789 وهو خائب. ووصل إلى باريس في مايو 1790، حيث بقي متقاعدا بقية حياته رغم محاولاته ليعود للخدمة في روسيا.

## موته ودفنه

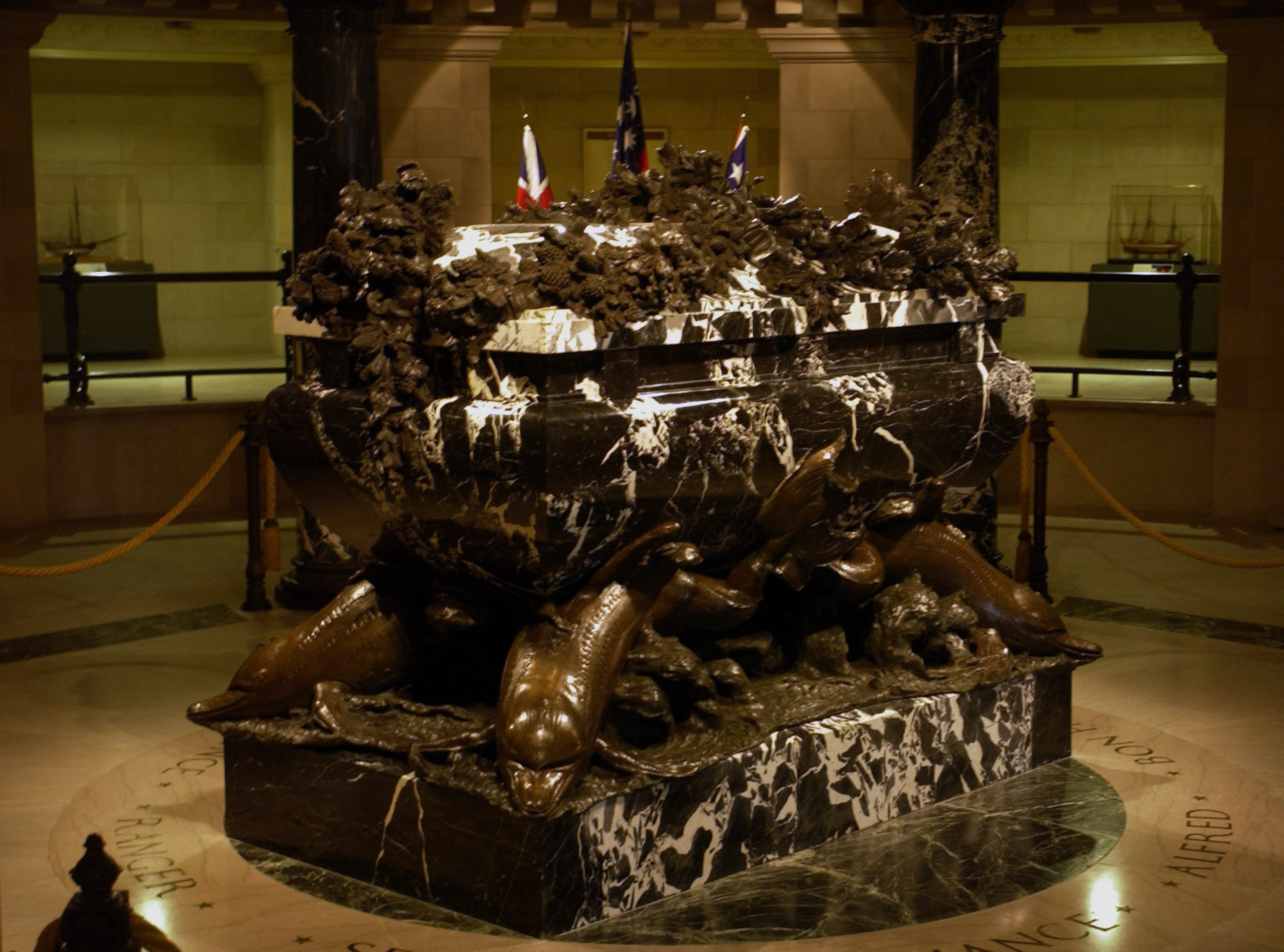
ناووس جون بول جونز المصنوع من الرخام والبرونز في الأكاديمية البحرية الأمريكية

أهدر العمل الزائد قوته، ومات في 18 يوليو 1792 بعد معاناته من المرض (وكان يراقبه طبيب الملكة). دفنت جثته في مقبرة سانت لويس للبروتستانتيين الأجانب، وتم دفع نفقات الجنازة من جيب فرانسوا سيمونو نائب الملك. نسى مكان دفن بول جونز بعد سنوات عديدة؛ لكن في يونيو 1899 بدأ الجنرال هوراس بورتر السفير الأمريكي في فرنسا عملية بحث منظم عن قبره، وتم التنقيب عند موقع المقبرة البروتستانتية القديمة (وقد بنيت البيوت مكانها الآن بالبيوت)، واكتشف تابوت رصاصي حوى الجسد الذي كان محفوظا في حالة جيدة. في يوليو 1905 حمل أسطول سفن الحرب الأمريكية الجثة إلى أنابوليس، حيث ترقد الآن في أحد بنايات الأكاديمية البحرية.

## شخصية جونز

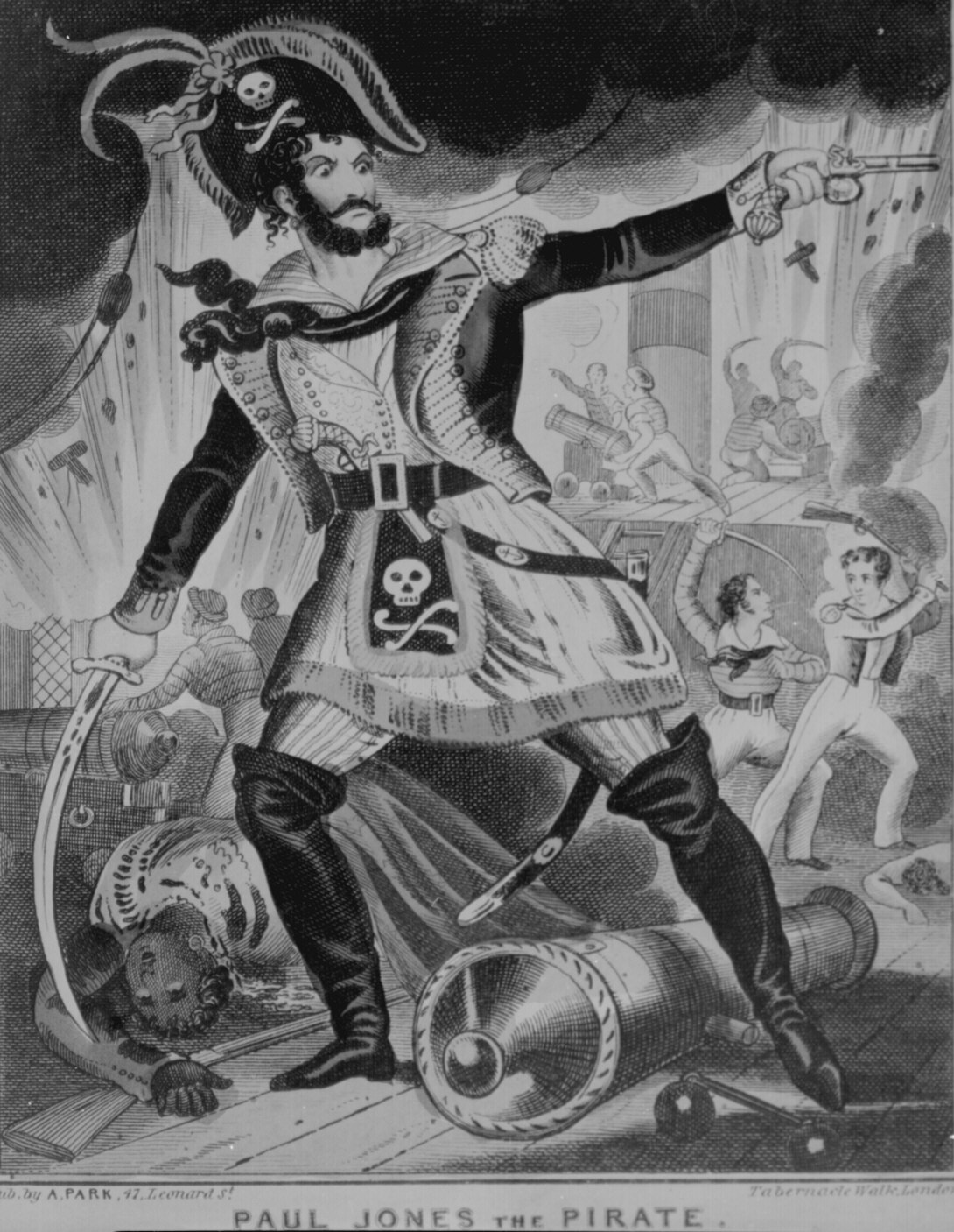
جون بول جونز القرصان في كاريكاتير بريطاني

كان جونز بحارا ذا شجاعة عظيمة ومقدرة، ولكنه كان غيورا أكثر من اللازم على سمعته ومال أكثر للتشكي والتبجح. وكان الهدف من تهم القرصنة التي أطلقها عليه الإنجليز هو إزعاجه خصوصًا. على أنه كان معروفا بأخلاقه العالية وتم الترحيب به في بلاطات أوروبا.

## السير عن جونز
لعبت الصورة الرومانسية والخيالية بحكايات جون بول جونز إلى مدى أن بضعة فقط من الروايات حول حياته كانت صحيحة. ومن السير الأولى تعتبر الأفضل بينها بقلم شيربورن (لندن، 1825)، بصورة رئيسية مجموعة مراسلات جونز؛ ومنها مجموعة جانيت تايلور (نيويورك، 1830)، وتحتوي مقتطفات عديدة من رسائله؛ والسيرة بقلم أي. إس. ماكينزي (من جزأين، نيويورك، 1846). ظهر لاحقا عدد من السير الجديدة، ومن ضمن ذلك أي. سي. بيويل (من جزأين، 1900)، وتم تكذيب أغلبها، وسلسلة السير الشخصية لهتشين هابغود (1901). وربما أفضلها السيرة بقلم سايروس تاونسيند برادي في «سلسلة قادة عظماء» (1900).

## روابط خارجية
- جون بول جونز على موقع الموسوعة البريطانية (الإنجليزية)
- جون بول جونز على موقع إن إن دي بي (الإنجليزية)